# Ritratti di Giovanni I e Federico III di Sassonia
I Ritratti di Giovanni I e Federico III di Sassonia sono un doppio dipinto a olio su tavola (20x15 cm ciascuno) di Lucas Cranach il Vecchio e bottega, siglato e datato 1533, e conservato nella Galleria degli Uffizi a Firenze.

## Storia e descrizione
Cranach rinnovò lo stile del ritratto ufficiale impostando figure di un accentuato e fluido linearismo, che ebbero un'apprezzabile diffusione, ritraendo i protagonisti della Riforma o i principi elettori, con un efficace effetto di propaganda.
Il doppio ritratto di Giovanni I e di Federico III di Sassonia mostra i due personaggi a mezzo busto, ritratti l'uno girato di tre quarti verso l'altro, con in alto due cartigli che ne spiegano i nomi e in basso lunghe iscrizioni.
Ben evidenti sono le stilizzazioni, nei volti schiacciati, nei riccioletti nitidi della capigliatura e della barba, nei vestiti quasi identici. Ciò però non è bilanciato da una qualità pittorica altissima, che fa propendere quindi per un lavoro di bottega, nonostante il marchio del serpentello alato tipico del pittore, nel ritratto di Federico III.